# Liste der Biografien/Nee
Liste der Biografien |
Portal Biografien |
Personensuche
# |
A |
B |
C |
D |
E |
F |
G |
H |
I |
J |
K |
L |
M |
N |
O |
P |
Q |
R |
S |
T |
U |
V |
W |
X |
Y |
Z |
?
 
Na |
Nb |
Nc |
Nd |
Ne |
Nf |
Ng |
Nh |
Ni |
Nj |
Nk |
Nl |
Nm |
Nn |
No |
Nr |
Ns |
Nt |
Nu |
Nv |
Nw |
Nx |
Ny |
Nz
 
Nea |
Neb |
Nec |
Ned |
Nee |
Nef |
Neg |
Neh |
Nei |
Nej |
Nek |
Nel |
Nem |
Nen |
Neo |
Nep |
Ner |
Nes |
Net |
Neu |
Nev |
New |
Nex |
Ney |
Nez
Die Liste der Biografien führt alle Personen auf, die in der deutschsprachigen Wikipedia einen Artikel haben. Dieses ist eine Teilliste mit 163 Einträgen von Personen, deren Namen mit den Buchstaben „Nee“ beginnt.

## Nee
- Nee, Aaron, US-amerikanischer Filmregisseur und Drehbuchautor
- Nee, Adam, US-amerikanischer Filmregisseur und Drehbuchautor
- Nee, Ashley (* 1989), US-amerikanische Kanutin
- Née, Elfriede (1922–2021), deutsche Schauspielerin und Hörspielsprecherin
- Née, Luis († 1807), französisch-spanischer Botaniker
- Nee, Watchman (1903–1972), chinesischer Prediger und AutorWatchman Nee (1903–1972)

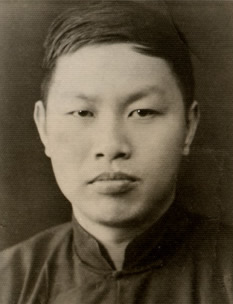
Watchman Nee (1903–1972)

- Nee-Whang, Ellen Serwa (* 1952), ghanaische Diplomatin

### Neeb
- Neeb, Barbara (* 1966), deutsche Literaturübersetzerin
- Neeb, Ernst (1861–1939), deutscher Gymnasiallehrer und Kunsthistoriker
- Neeb, Hannelore (1940–2015), deutsche Bildhauerin und Malerin
- Neeb, Heinrich Adam (1805–1878), Frankfurter Chorleiter und Komponist
- Neeb, Johann (1810–1872), nassauischer Politiker
- Neeb, Johannes (1767–1843), Landtagsabgeordneter Großherzogtum Hessen
- Neeb, Johannes Caspar (1769–1832), Landtagsabgeordneter Großherzogtum Hessen
- Neeb, Karl-Hermann (* 1964), deutscher Mathematiker
- Neeb, Konrad (1851–1899), Landtagsabgeordneter Großherzogtum Hessen
- Neebe, Oscar (1850–1916), amerikanischer Anarchist

### Neec
- Neece, William H. (1831–1909), US-amerikanischer Politiker
- Neeckx, Paul, belgischer Schwimmer

### Need
- Needell, Tiff (* 1951), britischer Rennfahrer
- Needham, Alicia Adélaide (1863–1945), irische Komponistin von Liedern und Balladen
- Needham, Col (* 1967), britischer Urheber und Mitbegründer der IMDb
- Needham, David (* 1949), englischer Fußballspieler
- Needham, Francis, 3. Earl of Kilmorey (1842–1915), anglo-irischer Peer und Politiker
- Needham, Francis, 4. Earl of Kilmorey (1883–1961), britischer Offizier und Politiker
- Needham, Hal (1931–2013), US-amerikanischer Stuntman, Schauspieler und FilmregisseurHal Needham (1931–2013)

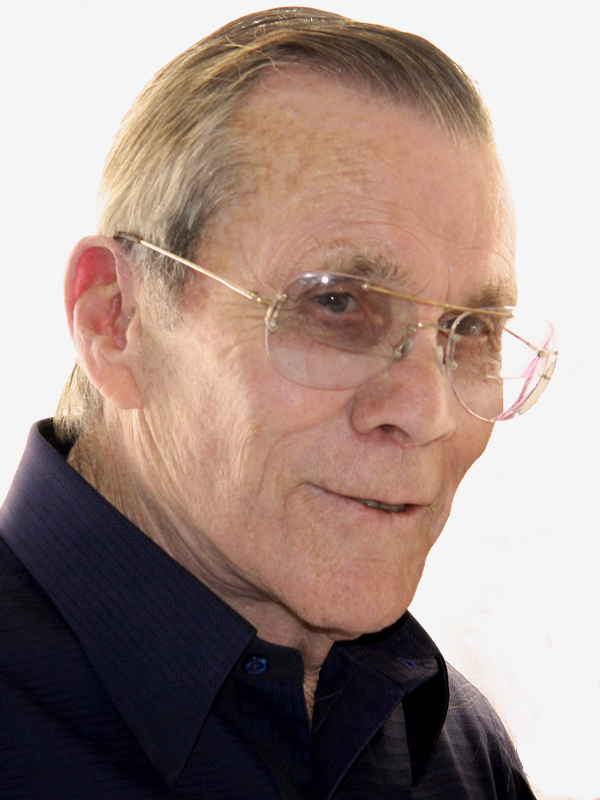
Hal Needham (1931–2013)

- Needham, James C. (1864–1942), US-amerikanischer Politiker
- Needham, James George (1868–1957), amerikanischer Entomologe und Limnologe
- Needham, John R. (1824–1868), US-amerikanischer Politiker
- Needham, John Turberville (1713–1781), römisch-katholischer Priester und englischer Naturforscher
- Needham, Joseph (1900–1995), britischer Sinologe und Biochemiker
- Needham, Marian (* 1941), britische Weitspringerin
- Needham, Matthew (* 1984), britischer Schauspieler
- Needham, Mike (* 1970), kanadischer Eishockeyspieler und -trainer
- Needham, Roger (1935–2003), britischer Informatiker
- Needham, Sylvia (* 1935), britische Diskuswerferin
- Needham, Theresa (1912–1992), US-amerikanische Clubbetreiberin, Förderin des Chicago-Blues
- Needham, Tracey (* 1967), amerikanische Schauspielerin
- Needleman, Alan (* 1944), US-amerikanischer Ingenieurwissenschaftler
- Needleman, Herbert (1927–2017), US-amerikanischer Kinderarzt, Kinderpsychiater und Hochschullehrer
- Needleman, Philip (1939–2024), US-amerikanischer Pharmakologe
- Needon, Richard (1861–1931), deutscher Lehrer, Historiker und Heimatforscher
- Needs, James (1919–2003), britischer Filmeditor

### Neef
- Neef, Alexander (* 1974), deutscher Intendant
- Neef, Anneliese (* 1943), deutsche Kulturwissenschaftlerin und Politikerin (SPD), MdA
- Neef, Christian (* 1952), deutscher Journalist und Sachbuchautor
- Neef, Ernst (1908–1984), deutscher Geograph
- Neef, Fritz (1913–1979), deutscher Verwaltungsbeamter und Wirtschaftsfunktionär
- Neef, Gerry (1946–2010), deutscher Fußballspieler
- Neef, Heinz, deutscher Basketballspieler
- Neef, Heinz-Dieter (* 1955), deutscher Hochschullehrer, evangelischer Theologe
- Neef, Helmut (1920–2000), deutscher Historiker, Hochschullehrer an der SED-Parteihochschule
- Neef, Hermann (1904–1950), deutscher Politiker (NSDAP), MdR, Reichsbeamtenführer
- Neef, Hermann (1936–2017), deutscher Musikwissenschaftler
- Neef, Horst (* 1938), deutscher Fußballspieler
- Neef, Johanna (1922–2001), deutsche Malerin
- Neef, Melanie (* 1970), britische Leichtathletik-Sprinterin
- Neef, Sebastian (* 1989), deutscher Triathlet
- Neef, Sigrid (* 1944), deutsche Musik- und Theaterwissenschaftlerin
- Neef, Wilhelm (1916–1990), deutscher Filmkomponist und Dirigent
- Neefe, Caspar (1514–1579), deutscher Mediziner und Hochschullehrer
- Neefe, Christian Gottlob (1748–1798), deutscher Komponist, Organist, Kapellmeister und MusikwissenschaftlerChristian Gottlob Neefe (1748–1798)

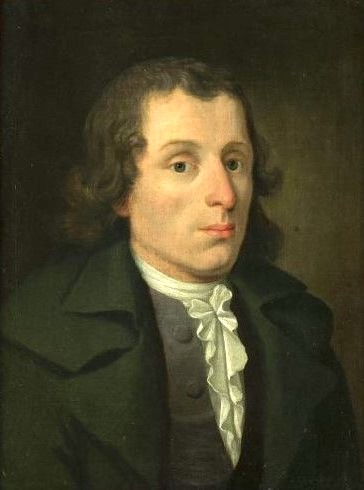
Christian Gottlob Neefe (1748–1798)

- Neefe, Georg (1886–1976), deutscher evangelisch-lutherischer Pfarrer und Autor
- Neefe, Hermann (1790–1854), deutscher Maler
- Neefe, Johann (1499–1574), Leibarzt der Kurfürsten Moritz und August von Sachsen
- Neefe, Karl von (1820–1899), preußischer Verwaltungsbeamter, Landrat und Regierungspräsident
- Neefe, Paul (1507–1566), Tuchhändler und Bürgermeister der Stadt Chemnitz
- Neefe, Wolfgang (* 1928), deutscher Politiker (NDPD), MdV
- Neeff, Adolf (1871–1942), deutscher Jurist und Schriftsteller
- Neeff, Christian Ernst (1782–1849), deutscher Mediziner und Naturforscher
- Neeffs, Peeter der Ältere, niederländischer Maler
- Neefjes, Sjaak (* 1959), niederländischer Immunologe
- Neefs, Eugène, belgischer Fußballspieler
- Neefs, Louis (1937–1980), belgischer Sänger

### Neeg
- Neegree, Phuttharaksa (* 1974), thailändische Ruderin

### Neel
- Neel, Alice (1900–1984), US-amerikanische MalerinAlice Neel (1900–1984)

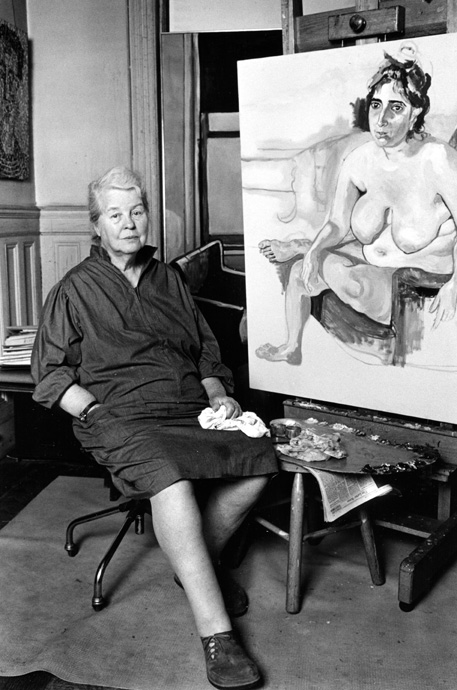
Alice Neel (1900–1984)

- Neel, Andrew (* 1978), US-amerikanischer Filmregisseur und Drehbuchautor
- Neel, Bob, US-amerikanischer Jazzmusiker
- Neel, Boyd (1905–1981), britisch-kanadischer Dirigent und Musikpädagoge
- Neel, Ingrid (* 1998), US-amerikanisch-estnische Tennisspielerin
- Neel, James V. (1915–2000), US-amerikanischer Genetiker
- Néel, Louis (1904–2000), französischer Physiker
- Neel, Mike (* 1951), US-amerikanischer Radsportler
- Neelankavil, Joseph Pastor (1930–2021), indischer Ordensgeistlicher, syro-malabarischer Bischof von Sagar
- Neelankavil, Tony (* 1967), indischer Geistlicher, syro-malabarischer Weihbischof in Trichur
- Neeleman, David (* 1959), amerikanisch-brasilianischer Geschäftsmann
- Neelemans, Isidore (1822–1872), belgischer Ingenieur und Unternehmer
- Neeley, George A. (1879–1919), US-amerikanischer Politiker
- Neeley, Marilyn (1937–2007), US-amerikanische klassische Pianistin
- Neeley, Ted (* 1943), US-amerikanischer Sänger, Schauspieler und Produzent
- Neelissen, Catharina (* 1961), niederländische Ruderin
- Neelix (* 1975), deutscher MusikerNeelix (* 1975)

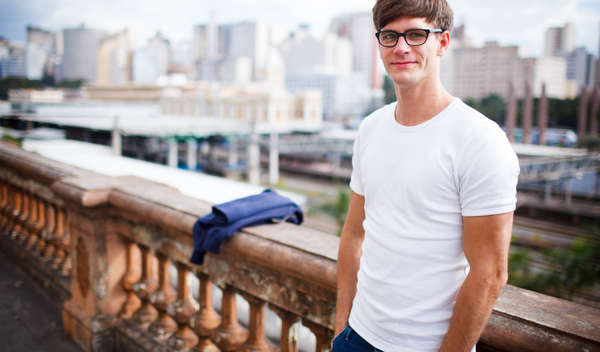
Neelix (* 1975)

- Neelmeier, Patrick (* 1968), deutscher Journalist, Radiomoderator und Redakteur
- Neelmeyer, Franz (1868–1941), deutscher Bankier
- Neelmeyer, Ludwig (1814–1870), deutscher Maler
- Neelova, Nika (* 1987), britische Künstlerin
- Neels, Hermann (1913–2002), deutscher Mineraloge und Geograf
- Neels, Victor (1925–2025), belgischer Oberst
- Neelsen, Elisabeth (* 1870), deutsche Landschaftsmalerin und Kunsterzieherin
- Neelsen, Friedrich (1854–1894), deutscher Mediziner und Pathologe
- Neelsen, John P. (* 1943), deutscher Soziologe und Hochschullehrer
- Neely, Blake (* 1969), US-amerikanischer Komponist
- Neely, Bob (* 1953), kanadischer Eishockeyspieler
- Neely, Cam (* 1965), kanadischer Eishockeyspieler
- Neely, Carrie († 1938), US-amerikanische Tennisspielerin
- Neely, Jimmy, US-amerikanischer Jazz- und Rhythm-&-Blues-Musiker (Piano)
- Neely, John (1872–1941), US-amerikanischer Tennisspieler
- Neely, John (1930–1994), US-amerikanischer Jazz-Musiker (Saxophone, Klarinette), Komponist und Arrangeur
- Neely, Mark E. (* 1944), US-amerikanischer Historiker
- Neely, Matthew M. (1874–1958), US-amerikanischer Politiker
- Neely, Ralph (* 1943), US-amerikanischer American-Football-Spieler
- Neely, Sam (1948–2006), US-amerikanischer Country-Sänger, Songwriter und Produzent

### Neem
- Neem Karoli Baba († 1973), indischer Guru von Ram Dass (Richard Alpert)Neem Karoli Baba († 1973)

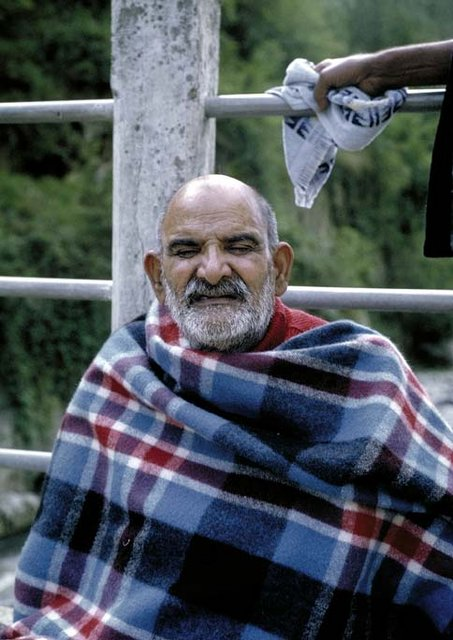
Neem Karoli Baba († 1973)

- Ne’eman, Ari (* 1987), Aktivist für Rechte von Menschen mit Behinderung
- Neʾeman, Jaʿakov (1939–2017), israelischer Jurist und Politiker
- Neʾeman, Juval (1925–2006), israelischer Physiker und Politiker
- Neeman, Reef (* 1997), israelische Schauspielerin und ModelReef Neeman (* 1997)

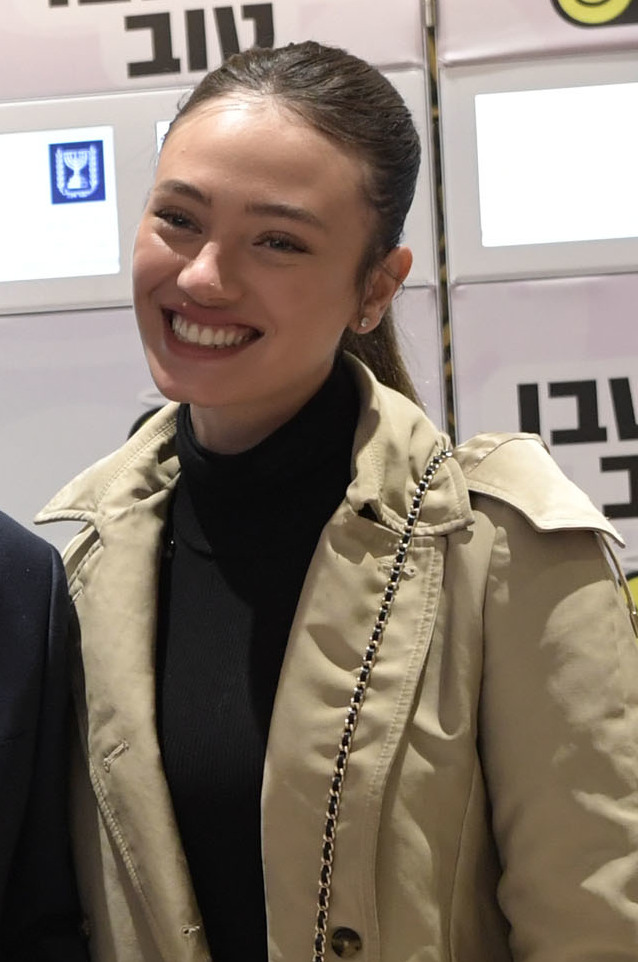
Reef Neeman (* 1997)

- Neemann, Georg (1917–1993), deutscher Gewerkschafter und Politiker (SPD), MdB
- Neeme, Gunnar (1918–2005), estnischer Künstler, Buchillustrator und Schriftsteller
- Neemelo, Tarmo (* 1982), estnischer Fußballspieler

### Neer
- Neer, Aert van der († 1677), holländischer Landschaftsmaler
- Neer, Eglon van der († 1703), niederländischer Maler des Barock
- Neercassel, Johannes van (1623–1686), Titularbischof von Castoria, Apostolischer Vikar von Batavia
- Neergaard, Jesper (* 1939), dänischer Bildhauer und Grafiker
- Neergaard, Johan Waldemar (1810–1879), dänischer General und Kriegsminister
- Neergaard, John (1795–1885), norwegischer Politiker, Mitglied des Storting
- Neergaard, Kurt von (1887–1947), Schweizer Internist und Hochschullehrer
- Neergaard, Lucius Carl von (1797–1881), schleswig-holsteinischer Politiker
- Neergaard, Niels (1854–1936), dänischer Politiker, Mitglied des Folketing und Premierminister
- Neergaard, Paul de (1907–1987), dänischer Botaniker, Agrarwissenschaftler und Esperantist
- Neergaard, Preben (1920–1990), dänischer Schauspieler und Regisseur
- Neerincx, Riet (1925–2012), niederländische Schmuckdesignerin
- Neering, Rosemary (* 1945), kanadische Journalistin und Autorin
- Neeris, Valter (1915–1942), estnischer Fußballnationalspieler
- Neerpasch, Jochen (* 1939), deutscher Automobilrennfahrer, MotorsportmanagerJochen Neerpasch (* 1939)

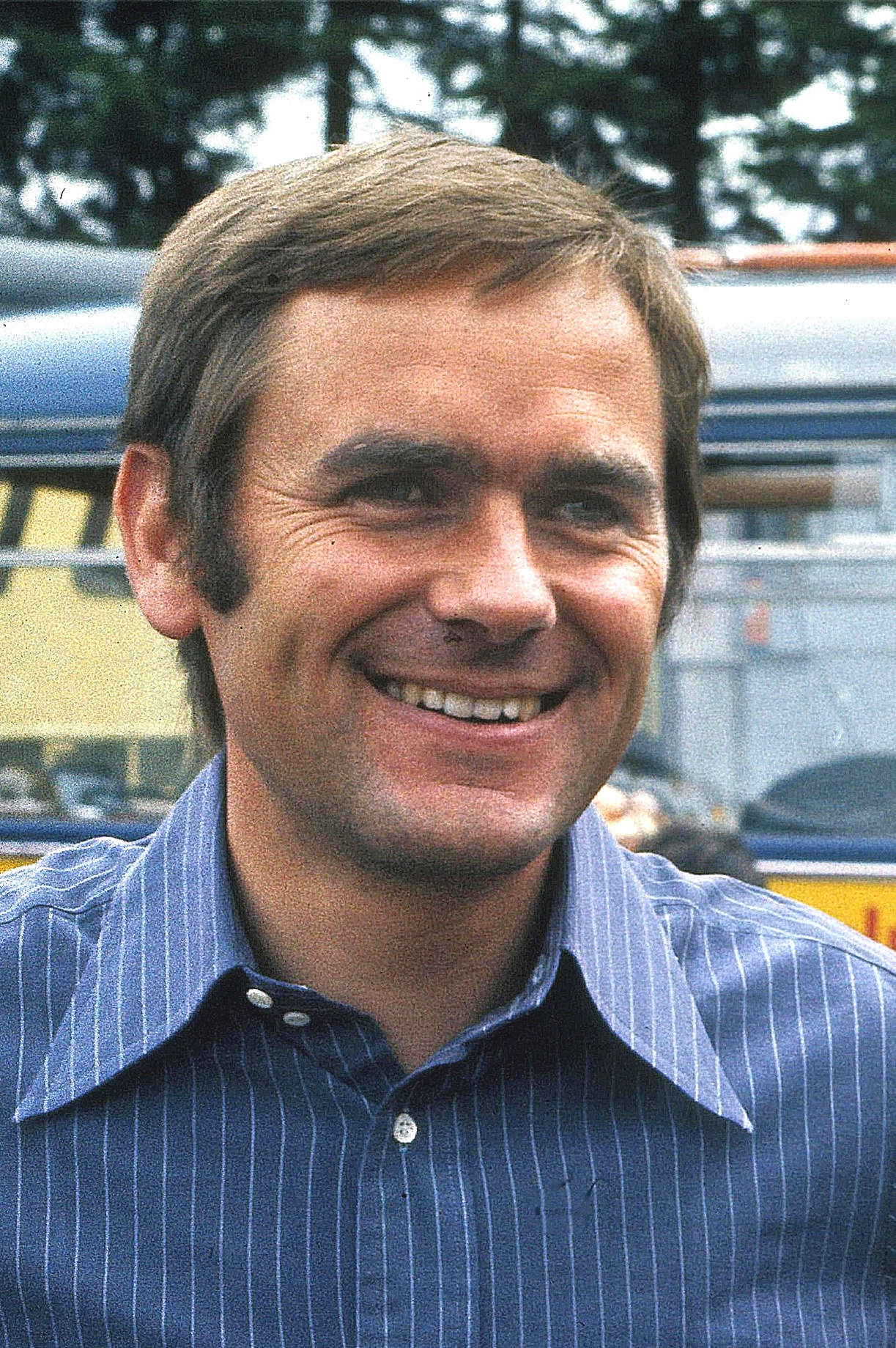
Jochen Neerpasch (* 1939)

### Nees
- Nees von Esenbeck, Christian Gottfried Daniel (1776–1858), deutscher Botaniker und Naturphilosoph
- Nees von Esenbeck, Theodor Friedrich Ludwig (1787–1837), deutscher Botaniker und Pharmakologe
- Nees, Albin (* 1939), sächsischer Politiker (CDU)
- Nees, Georg (1926–2016), deutscher Grafiker und Informatiker
- Nees, Joseph (1730–1778), deutscher Porzellanbildner
- Nees, Julius (1898–1942), deutscher Widerstandskämpfer in der NS-Zeit (Leis-Breitinger-Gruppe)
- Nees, Mark (* 1974), deutscher Basketballspieler
- Nees, Michael (* 1967), deutscher Fußballtrainer
- Nees, Staf (1901–1965), belgischer Komponist
- Nees, Tim (* 1971), deutscher Basketballspieler
- Nees, Vic (1936–2013), belgischer Komponist
- Neese, Frank (* 1967), deutscher theoretischer Chemiker
- Neese, Hans (1891–1961), deutscher Ingenieur (Schweißtechnik) und Hochschullehrer
- Neese, Paul (1939–2000), deutscher Politiker (SPD), MdL
- Neese, Wilhelm (1879–1950), deutscher Jurist und Schriftsteller
- Neeser, Andreas (* 1964), schweizerischer Schriftsteller
- Neeser, Thomas (* 1973), deutscher Koch
- Neesgaard, Mathilde (* 1993), dänische Handballspielerin
- Neesham, James (* 1990), neuseeländischer Cricketspieler
- Neeskens, Johan (1951–2024), niederländischer Fußballspieler
- Neeson, Liam (* 1952), nordirisch-US-amerikanischer SchauspielerLiam Neeson (* 1952)

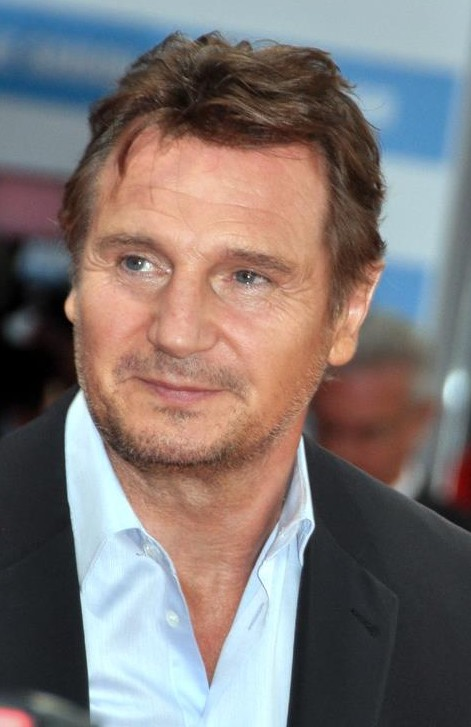
Liam Neeson (* 1952)

- Neess, Ferdinand Wolfgang (1929–2020), hessischer Kunsthändler, Kunstsammler und Mäzen
- Neeße, Gottfried (1911–1987), deutscher Rechtswissenschaftler und NS-Funktionär
- Neestrup, Jacob (* 1988), dänischer Fußballspieler und -trainer

### Neet
- Neethinathan, Anthonisamy (* 1955), indischer Geistlicher, römisch-katholischer Bischof von Chingleput
- Neethling, Ryk (* 1977), südafrikanischer Schwimmer
- Neetzow, Adolph Friedrich von (1715–1784), Landrat des Kreises Anklam

### Neev
- Neeve, Bernardine de (1915–1996), niederländische Illustratorin und Kunsthistorikerin